# Rainha Cup 1989
Rainha Cup 1989 — жіночий тенісний турнір, що проходив на відкритих кортах з твердим покриттям Casa Grande Hotel у Гуаружі (Бразилія). Належав до турнірів 5-ї категорії в рамках Туру WTA 1990. Відбувсь усьоме і тривав з 11 до 17 грудня 1989 року. Несіяна Federica Haumüller здобула титул в одиночному розряді й заробила 13,50 тис. доларів.

## Фінальна частина

### Одиночний розряд
Federica Haumüller —  Патрісія Тарабіні 7–6(9–7), 6–4
- Для Гаумюллер це був єдиний титул в одиночному розряді за кар'єру.

### Парний розряд
Мерседес Пас /  Патрісія Тарабіні —  Клаудія Чабалгойті /  Luciana Corsato 6–2, 6–2